# Andrea D’Angelo
Andrea D’Angelo (ur. 1972 w Trieście) – włoski pisarz literatury fantastycznej. Wydał 4 książki: trylogię i jedną powieść. W 2004 roku był finalistą Premio Italia za La Fortezza a w 2006 roku za La Rocca dei Silenzi.